# Великобритания на зимних Олимпийских играх 1992
Великобритания принимала участие в Зимних Олимпийских играх 1992 года в Альбертвиле (Франция) в шестнадцатый раз, но не завоевала ни одной медали.

## Состав сборной
Сборную страны представляли 49 спортсменов: 10 женщин и 39 мужчин. Они соревновались в 9 видах спорта:
| Вид спорта         | Мужчины | Женщины | Всего |
| ------------------ | ------- | ------- | ----- |
| Горнолыжный спорт  | 8       | 4       | 12    |
| Биатлон            | 5       | 0       | 5     |
| Бобслей            | 8       | —       | 8     |
| Лыжные гонки       | 4       | 0       | 4     |
| Фигурное катание   | 3       | 4       | 7     |
| Фристайл           | 4       | 1       | 5     |
| Санный спорт       | 2       | 0       | 2     |
| Шорт-трек          | 4       | 1       | 5     |
| Конькобежный спорт | 1       | 0       | 1     |
| Всего              | 39      | 10      | 49    |

Кроме того, кёрлинг был представлен на этой Олимпиаде как показательный вид спорта. Великобритания представила женскую и мужскую сборные.
Самой молодой участницей сборной была 16-летняя шорт-трекистка Дебби Палмер, самым старшим участником — 39-летний бобслеист Ник Фиппс. На церемонии открытия Игр флаг нёс шорт-трекист Уилф О’Рейли, на церемонии закрытия — бобслеист Марк Таут

## Результаты
Лучшего результата для сборной добился Уилф О’Рейли, занявший 5 место в шорт-треке.

### Биатлон
Соревнования проходили с 11 по 20 февраля в Ле Сези.
Мужчины
| Дистанция    | Спортсмен       | Промахи1 | Время   | Место |
| ------------ | --------------- | -------- | ------- | ----- |
| 10 км спринт | Джейсон Скленар | 2        | 30:52.8 | 80    |
| 10 км спринт | Иэн Вудс        | 5        | 30:11.8 | 72    |
| 10 км спринт | Майк Диксон     | 2        | 29:19.4 | 60    |
| 10 км спринт | Кеннет Рудд     | 1        | 29:11.1 | 58    |

| Дистанция | Спортсмен       | Время     | Промахи | Скорректированное время 2 | Место |
| --------- | --------------- | --------- | ------- | ------------------------- | ----- |
| 20 км     | Пол Райан       | 1’03:38.8 | 4       | 1’07:38.8                 | 76    |
| 20 км     | Джейсон Скленар | 1’01:28.9 | 4       | 1’05:28.9                 | 67    |
| 20 км     | Кеннет Рудд     | 1’00:09.1 | 5       | 1’05:09.1                 | 65    |
| 20 км     | Майк Диксон     | 59:20.2   | 0       | 59:20.2                   | 12    |

Эстафета 4 x 7,5 км (мужчины)
| Спортсмены                                 | Результат | Результат | Результат |
| Спортсмены                                 | Промахи1  | Время     | Место     |
| ------------------------------------------ | --------- | --------- | --------- |
| Майк Диксон Пол Райан Кеннет Рудд Иэн Вудс | 2         | 1’34:10.5 | 18        |

1За каждую пропущенную цель назначается штрафной круг длиной 150 метров.
2 За каждую пропущенную цель добавляется одна минута.

### Бобслей
Соревнования   проходили на санно-бобслейной трассе в 70 километрах от Альбервиля. 

### Конькобежный спорт
Соревнования проводились на Олимпийском овале «Anneau de Vitesse», расположенном вблизи Альбервиля. Это был последний раз, когда олимпийские гонки на коньках проводились не в помещении, а на открытом катке.
Мужчины
| Дистанция | Спортсмен       | Результат | Результат |
| Дистанция | Спортсмен       | Время     | Место     |
| --------- | --------------- | --------- | --------- |
| 1000 м    | Крейг Макниколл | 1:17.95   | 33        |
| 1500 м    | Крейг Макниколл | 2:02.06   | 37        |

### Фигурное катание
Мужчины (одиночники)
| Спортсмен     | Короткая программа | Произвольная программа | TFP  | Место |
| ------------- | ------------------ | ---------------------- | ---- | ----- |
| Стивен Казинс | 12                 | 12                     | 18.0 | 12    |

Женщины (одиночницы)
| Спортсменка     | Короткая программа | Произвольная программа | TFP  | Место |
| --------------- | ------------------ | ---------------------- | ---- | ----- |
| Джоан Конуэй    | 17                 | 18                     | 26.5 | 18    |
| Сюзанн Оттерсон | 20                 | 22                     | 32.0 | 22    |

Парное катание
| Спортсмены                     | Короткая программа | Произвольная программа | TFP  | Место |
| ------------------------------ | ------------------ | ---------------------- | ---- | ----- |
| Кэтрин Притчард Джейсон Бриггс | 17                 | 17                     | 25.5 | 17    |

Танцы на льду
| Спортсмены              | Обязательный танец 1 | Обязательный танец 2 | Оригинальный танец | Произвольный танец | TFP  | Место |
| ----------------------- | -------------------- | -------------------- | ------------------ | ------------------ | ---- | ----- |
| Мелани Брюс Эндрю Плэйс | 16                   | 16                   | 16                 | 17                 | 33.0 | 17    |